# آمان (تصنیف)
«آمان» یا «ای امان» که به «امان امان» هم مشهور است، تصنیفی در یک بند از عارف قزوینی است که در دستگاه شور ساخته شد.
خوانندگانی همچون محمدرضا شجریان، شهرام ناظری، علیرضا افتخاری و همایون شجریان تاکنون این تصنیف را بازخوانی کرده‌اند. شجریان در اجرایش ابیاتی اضافه و کم کرده و نیمی از تصنیف را در کسر میزانِ ۲/۴ و نیم دیگر را در ۶/۸ خوانده است. 

## حکایت تصنیف
به‌نوشتهٔ عارف در دیوانش، این تصنیف سال ۱۳۲۶ ه. ق پس از مرگ شیدا در «ورود فاتحین ملت به طهران» ساخته شده است. موسی خان معروفی هم بعداً تنظیمی از این اثر صورت داد که کمابیش مبنای اجراهای بعدی قرار گرفت.